# 藤井孝蔵
藤井 孝藏（ふじい こうぞう、1951年10月17日 - ）は、日本の宇宙工学者。JAXA宇宙科学研究所名誉教授。東京理科大学工学部情報工学科教授。山梨県甲府市出身。

## 主な略歴
- 1974年（昭和49年）3月 東京大学工学部航空学科卒業
- 1977年（昭和52年）3月 東京大学大学院工学系研究科航空学専修修士課程修了
- 1980年（昭和55年）3月 東京大学大学院工学系研究科航空学専修博士課程修了
- 1980年（昭和55年）4月 日本学術振興会奨励研究員（東京大学宇宙航空研究所)
- 1981年（昭和56年）10月 NASAエイムズ研究所NRC研究員
- 1984年（昭和59年）1月 東京大学工学部航空学科助手
- 1984年（昭和59年）4月 科学技術庁航空宇宙技術研究所空気力学第2部研究官
- 1986年（昭和61年）7月 科学技術庁航空宇宙技術研究所空気力学第2部主任研究官
- 1986年（昭和61年）7月 NASAエイムズ研究所NRCシニア研究員
- 1988年（昭和63年）3月 文部省宇宙科学研究所宇宙輸送研究系助教授
- 1997年（平成9年）7月 文部省宇宙科学研究所宇宙輸送研究系教授
- 1997年（平成9年）12月 東京大学工学系研究科航空宇宙工学専攻併任教授
- 1999年（平成11年） 理化学研究所客員主幹研究員
- 2002年（平成14年） 宇宙開発事業団招聘研究員
- 2003年（平成15年）10月 宇宙航空研究開発機構(JAXA)宇宙科学研究本部宇宙輸送工学研究系教授
- 2005年（平成17年）10月 宇宙航空研究開発機構(JAXA)情報・計算工学センター長を兼務
- 2008年（平成20年）4月 宇宙航空研究開発機構(JAXA)宇宙科学研究本部研究総主幹を兼務
- 2010年（平成22年）4月 宇宙航空研究開発機構(JAXA)宇宙科学研究所副所長を兼務
- 2012年（平成24年）4月 宇宙航空研究開発機構(JAXA)宇宙科学研究所宇宙飛翔工学研究系教授
- 2013年（平成25年）4月 宇宙航空研究開発機構(JAXA)大学・研究機関連携室 室長を兼務
- 2015年（平成27年）4月 宇宙航空研究開発機構(JAXA)宇宙科学研究所名誉教授・客員教授を兼務
- 2015年（平成27年）4月 東京理科大学工学部経営工学科教授

## 主な所属学会
- 日本航空宇宙学会理事（6期）
- 日本可視化情報学会理事（2期）
- 日本計算工学会理事（5期）、副会長、会長
- 日本機械学会流体工学部門長
- 日本機械学会計算力学部門長
- 日本学術会議連携会員
- 文部科学省科学技術政策研究所
- 科学技術動向研究センター
- 科学技術専門調査員
- アメリカ航空宇宙学会
- 日本流体力学学会
- 日本スポーツ産業学会
- ASME（アメリカ機械学会）
- AIAA Journalなど

## 主な受賞
- 日本流体力学会技術賞(共同受賞)2010
- 日本計算工学会功績賞 2010
- 可視化情報学会功労賞 2009
- 日本機械学会功労者表彰 2007
- Journal of Visualization Award 2007
- JACM (Japan Association of Computational Mechanics) Award 2006
- 日本機械学会流体工学部門賞, 2005
- アメリカ航空宇宙学会(AIAA)フェロー, 2004
- 国際航空科学会議(ICAS) Daniel &Florence Guggenheim Award, 2004
- 日本機械学会フェロー, 2002
- 日本機械学会計算力学部門功績賞, 2000
- 第5回Computer Visualization Contest優秀賞(共同受賞),1999
- 日本機械学会計算力学部門業績賞, 1996
- 第35回日本 映像祭科学技術庁長官賞(共同受賞), 1994
- NASA Technical Brief Award(共同受賞),1990
- AIAA Best Aerospace Image Award, 1987 など

## 著書
- Pythonで学ぶ 流体力学の数値計算法、 オーム社 2020
- 絵でわかる宇宙開発の技術 講談社、2013
- 応用数理ハンドブック 浅倉書店、2012
- 「計算力学と社会」の中の「航空宇宙」、2001
- 流体力学のための数値計算法東大出版会、1994
- スキーは頭で滑る,テクノライフ選書,オーム社,1997など

## 訳書
- ゴルフを科学する、丸善,など

## 編書
- 計算力学ハンドブック
- 機械工学便覧(計算力学編)など

## 共著
- 格子形成法とコンピュータグラフィックス
- 流れのコンピュータグラフィックス
- その他ハンドブック
- 便覧など.
- 学術雑誌,書籍など共著も含め約100数十編,国際会議報告など200数十編.